# Europese kampioenschappen beachvolleybal 2024 (vrouwen)
Het vrouwentoernooi van de Europese kampioenschappen beachvolleybal 2024 in Nederland vond plaats van 13 tot en met 17 augustus. Het Duitse duo Svenja Müller en Cinja Tillmann werd Europees kampioen door het Italiaanse tweetal Valentina Gottardi en Marta Menegatti in twee sets te verslaan. Het brons ging naar de Zwitsers Esmée Böbner en Zoé Vergé-Dépré die in de troostfinale in twee sets te sterk waren voor Monika Paulikienė en Ainė Raupelytė uit Litouwen.

## Groepsfase
|  | Direct naar laatste 16 |
|  | Naar tussenronde       |

### Groep A
| # | Ploeg                         | Punten | Wedstrijden | Wedstrijden | Sets | Sets | Sets  | Spelpunten | Spelpunten | Spelpunten |
| # | Ploeg                         | Punten | W           | V           | W    | V    | Ratio | W          | V          | Ratio      |
| - | ----------------------------- | ------ | ----------- | ----------- | ---- | ---- | ----- | ---------- | ---------- | ---------- |
| 1 | Hermannová / Štochlová        | 6      | 3           | 0           | 6    | 0    | MAX   | 127        | 106        | 1,198      |
| 2 | Dumbauskaitė / Vasiliauskaitė | 5      | 2           | 1           | 4    | 2    | 2,000 | 123        | 96         | 1,281      |
| 3 | Konkink / Poiesz              | 4      | 1           | 2           | 2    | 4    | 0,500 | 105        | 112        | 0,938      |
| 4 | Friedl / Trailović            | 3      | 0           | 3           | 0    | 6    | 0,000 | 85         | 126        | 0,675      |

| Datum       |                               | Score |                               | Set 1   | Set 2   | Set 3 |
| ----------- | ----------------------------- | ----- | ----------------------------- | ------- | ------- | ----- |
| 13 augustus | Dumbauskaitė / Vasiliauskaitė | 0 – 2 | Hermannová / Štochlová        | 20 – 22 | 19 – 21 |       |
| 13 augustus | Friedl / Trailović            | 0 – 2 | Konink / Poiesz               | 12 – 21 | 16 – 21 |       |
| 14 augustus | Friedl / Trailović            | 0 – 2 | Hermannová / Štochlová        | 15 – 21 | 17 – 21 |       |
| 14 augustus | Dumbauskaitė / Vasiliauskaitė | 2 – 0 | Konink / Poiesz               | 21 – 15 | 21 – 13 |       |
| 14 augustus | Friedl / Trailović            | 0 – 2 | Dumbauskaitė / Vasiliauskaitė | 12 – 21 | 13 – 21 |       |
| 14 augustus | Hermannová / Štochlová        | 2 – 0 | Konink / Poiesz               | 21 – 19 | 21 – 16 |       |

### Groep B
| # | Ploeg               | Punten | Wedstrijden | Wedstrijden | Sets | Sets | Sets  | Spelpunten | Spelpunten | Spelpunten |
| # | Ploeg               | Punten | W           | V           | W    | V    | Ratio | W          | V          | Ratio      |
| - | ------------------- | ------ | ----------- | ----------- | ---- | ---- | ----- | ---------- | ---------- | ---------- |
| 1 | Hladoen / Lazarenko | 6      | 3           | 0           | 6    | 2    | 3,000 | 150        | 130        | 1,154      |
| 2 | Schneider / Kozuch  | 5      | 2           | 1           | 5    | 2    | 2,500 | 129        | 116        | 1,112      |
| 3 | Stam / Schoon       | 4      | 1           | 2           | 3    | 4    | 0,750 | 123        | 120        | 1,025      |
| 4 | Bianchin / Scampoli | 3      | 0           | 3           | 0    | 6    | 0,000 | 96         | 132        | 0,727      |

| Datum       |                     | Score |                     | Set 1   | Set 2   | Set 3   |
| ----------- | ------------------- | ----- | ------------------- | ------- | ------- | ------- |
| 13 augustus | Schneider / Kozuch  | 2 – 0 | Bianchin / Scampoli | 21 – 16 | 21 – 12 |         |
| 13 augustus | Schoon / Schoon     | 1 – 2 | Hladoen / Lazarenko | 21 – 14 | 13 – 21 | 11 – 15 |
| 14 augustus | Schneider / Kozuch  | 1 – 2 | Hladoen / Lazarenko | 21 – 16 | 12 – 21 | 11 – 15 |
| 14 augustus | Schoon / Schoon     | 2 – 0 | Bianchin / Scampoli | 21 – 9  | 21 – 18 |         |
| 14 augustus | Bianchin / Scampoli | 0 – 2 | Hladoen / Lazarenko | 16 – 21 | 25 – 27 |         |
| 14 augustus | Schoon / Schoon     | 0 – 2 | Schneider / Kozuch  | 16 – 21 | 20 – 22 |         |

### Groep C
| # | Ploeg                | Punten | Wedstrijden | Wedstrijden | Sets | Sets | Sets  | Spelpunten | Spelpunten | Spelpunten |
| # | Ploeg                | Punten | W           | V           | W    | V    | Ratio | W          | V          | Ratio      |
| - | -------------------- | ------ | ----------- | ----------- | ---- | ---- | ----- | ---------- | ---------- | ---------- |
| 1 | Graudina / Samoilova | 6      | 3           | 0           | 6    | 1    | 6,000 | 143        | 122        | 1,172      |
| 2 | Śliwka / Wachowicz   | 5      | 2           | 1           | 4    | 4    | 1,000 | 133        | 142        | 0,937      |
| 3 | Piersma / Bekhuis    | 4      | 1           | 2           | 3    | 5    | 0,600 | 150        | 157        | 0,955      |
| 4 | Placette / Richard   | 3      | 0           | 3           | 3    | 6    | 0,500 | 156        | 161        | 0,969      |

| Datum       |                      | Score |                    | Set 1   | Set 2   | Set 3   |
| ----------- | -------------------- | ----- | ------------------ | ------- | ------- | ------- |
| 13 augustus | Graudina / Samoilova | 2 – 1 | Placette / Richard | 21 – 18 | 19 – 21 | 15 – 13 |
| 13 augustus | Śliwka / Wachowicz   | 2 – 1 | Piersma / Bekhuis  | 20 – 22 | 21 – 17 | 15 – 12 |
| 14 augustus | Śliwka / Wachowicz   | 2 – 1 | Placette / Richard | 12 – 21 | 21 – 15 | 15 – 13 |
| 14 augustus | Graudina / Samoilova | 2 – 0 | Piersma / Bekhuis  | 25 – 23 | 21 – 18 |         |
| 14 augustus | Graudina / Samoilova | 2 – 0 | Śliwka / Wachowicz | 21 – 18 | 21 – 11 |         |
| 14 augustus | Piersma / Bekhuis    | 2 – 1 | Placette / Richard | 22 – 24 | 21 – 19 | 15 – 12 |

### Groep D
| # | Ploeg                | Punten | Wedstrijden | Wedstrijden | Sets | Sets | Sets  | Spelpunten | Spelpunten | Spelpunten |
| # | Ploeg                | Punten | W           | V           | W    | V    | Ratio | W          | V          | Ratio      |
| - | -------------------- | ------ | ----------- | ----------- | ---- | ---- | ----- | ---------- | ---------- | ---------- |
| 1 | Gottardi / Menegatti | 5      | 2           | 1           | 5    | 3    | 1,667 | 146        | 126        | 1,159      |
| 2 | Orsi Toth / Bianchi  | 5      | 2           | 1           | 4    | 3    | 1,333 | 130        | 127        | 1,024      |
| 3 | Ahtiainen / Lahti    | 4      | 1           | 2           | 3    | 4    | 0,750 | 127        | 130        | 0,977      |
| 4 | Vieira / Chamereau   | 4      | 1           | 2           | 3    | 5    | 0,600 | 129        | 149        | 0,866      |

| Datum       |                      | Score |                     | Set 1   | Set 2   | Set 3   |
| ----------- | -------------------- | ----- | ------------------- | ------- | ------- | ------- |
| 13 augustus | Gottardi / Menegatti | 1 – 2 | Orsi Toth / Bianchi | 21 – 16 | 19 – 21 | 10 – 15 |
| 13 augustus | Vieira / Chamereau   | 2 – 1 | Ahtiainen / Lahti   | 15 – 21 | 22 – 20 | 15 – 12 |
| 14 augustus | Gottardi / Menegatti | 2 – 0 | Ahtiainen / Lahti   | 21 – 15 | 21 – 17 |         |
| 14 augustus | Vieira / Chamereau   | 0 – 2 | Orsi Toth / Bianchi | 17 – 21 | 18 – 21 |         |
| 14 augustus | Gottardi / Menegatti | 2 – 1 | Vieira / Chamereau  | 18 – 21 | 21 – 9  | 15 – 12 |
| 14 augustus | Orsi Toth / Bianchi  | 0 – 2 | Ahtiainen / Lahti   | 19 – 21 | 17 – 21 |         |

### Groep E
| # | Ploeg             | Punten | Wedstrijden | Wedstrijden | Sets | Sets | Sets  | Spelpunten | Spelpunten | Spelpunten |
| # | Ploeg             | Punten | W           | V           | W    | V    | Ratio | W          | V          | Ratio      |
| - | ----------------- | ------ | ----------- | ----------- | ---- | ---- | ----- | ---------- | ---------- | ---------- |
| 1 | Müller / Tillmann | 6      | 3           | 0           | 6    | 0    | MAX   | 126        | 86         | 1,465      |
| 2 | Ludwig / Lippmann | 5      | 2           | 1           | 4    | 2    | 2,000 | 117        | 95         | 1,232      |
| 3 | Dunarová / Mokrá  | 4      | 1           | 2           | 2    | 4    | 0,500 | 100        | 116        | 0,862      |
| 4 | Kotnik / Lovšin   | 3      | 0           | 3           | 0    | 6    | 0,000 | 80         | 126        | 0,635      |

| Datum       |                   | Score |                   | Set 1   | Set 2   | Set 3 |
| ----------- | ----------------- | ----- | ----------------- | ------- | ------- | ----- |
| 13 augustus | Dunarová / Mokrá  | 2 – 0 | Kotnik / Lovšin   | 21 – 19 | 21 – 13 |       |
| 13 augustus | Müller / Tillmann | 2 – 0 | Ludwig / Lippmann | 21 – 14 | 21 – 19 |       |
| 14 augustus | Müller / Tillmann | 2 – 0 | Kotnik / Lovšin   | 21 – 9  | 21 – 18 |       |
| 14 augustus | Ludwig / Lippmann | 2 – 0 | Dunarová / Mokrá  | 21 – 18 | 21 – 14 |       |
| 14 augustus | Müller / Tillmann | 2 – 0 | Dunarová / Mokrá  | 21 – 11 | 21 – 15 |       |
| 14 augustus | Ludwig / Lippmann | 2 – 0 | Kotnik / Lovšin   | 21 – 9  | 21 – 12 |       |

### Groep F
| # | Ploeg               | Punten | Wedstrijden | Wedstrijden | Sets | Sets | Sets  | Spelpunten | Spelpunten | Spelpunten |
| # | Ploeg               | Punten | W           | V           | W    | V    | Ratio | W          | V          | Ratio      |
| - | ------------------- | ------ | ----------- | ----------- | ---- | ---- | ----- | ---------- | ---------- | ---------- |
| 1 | Vergé-Dépré / Mäder | 6      | 3           | 0           | 6    | 1    | 6,000 | 148        | 131        | 1,130      |
| 2 | Álvarez / Moreno    | 5      | 2           | 1           | 4    | 3    | 1,333 | 132        | 88         | 1,500      |
| 3 | Schieder / Borger   | 4      | 1           | 2           | 3    | 4    | 0,750 | 90         | 128        | 0,703      |
| 4 | Carro / González    | 3      | 0           | 3           | 2    | 6    | 0,333 | 126        | 149        | 0,846      |

| Datum       |                     | Score |                     | Set 1   | Set 2   | Set 3   |
| ----------- | ------------------- | ----- | ------------------- | ------- | ------- | ------- |
| 13 augustus | Álvarez / Moreno    | 2 – 1 | Carro / González    | 18 – 21 | 21 – 14 | 15 – 11 |
| 13 augustus | Vergé-Dépré / Mäder | 2 – 1 | Schieder / Borger   | 21 – 15 | 18 – 21 | 15 – 11 |
| 14 augustus | Vergé-Dépré / Mäder | 2 – 1 | Carro / González    | 21 – 17 | 16 – 21 | 15 – 10 |
| 14 augustus | Álvarez / Moreno    | 2 – 0 | Schieder / Borger   |         |         |         |
| 14 augustus | Schieder / Borger   | 2 – 0 | Carro / González    | 22 – 20 | 21 – 12 |         |
| 14 augustus | Álvarez / Moreno    | 0 – 2 | Vergé-Dépré / Mäder | 17 – 21 | 19 – 21 |         |

### Groep G
| # | Ploeg                         | Punten | Wedstrijden | Wedstrijden | Sets | Sets | Sets  | Spelpunten | Spelpunten | Spelpunten |
| # | Ploeg                         | Punten | W           | V           | W    | V    | Ratio | W          | V          | Ratio      |
| - | ----------------------------- | ------ | ----------- | ----------- | ---- | ---- | ----- | ---------- | ---------- | ---------- |
| 1 | Böbner / Vergé-Dépré          | 6      | 3           | 0           | 6    | 1    | 6,000 | 135        | 102        | 1,324      |
| 2 | Plesiutschnig / Schützenhöfer | 4      | 1           | 2           | 3    | 4    | 0,750 | 118        | 122        | 0,967      |
| 3 | Cools / Van den Vonder        | 4      | 1           | 2           | 2    | 4    | 0,500 | 102        | 113        | 0,903      |
| 4 | Davidova / Chmil              | 4      | 1           | 2           | 2    | 4    | 0,500 | 95         | 113        | 0,841      |

| Datum       |                               | Score |                               | Set 1   | Set 2   | Set 3  |
| ----------- | ----------------------------- | ----- | ----------------------------- | ------- | ------- | ------ |
| 13 augustus | Cools / Van den Vonder        | 2 – 0 | Plesiutschnig / Schützenhöfer | 21 – 13 | 21 – 16 |        |
| 13 augustus | Böbner / Vergé-Dépré          | 2 – 0 | Davidova / Chmil              | 21 – 8  | 21 – 16 |        |
| 14 augustus | Cools / Van den Vonder        | 0 – 2 | Davidova / Chmil              | 15 – 21 | 14 – 21 |        |
| 14 augustus | Böbner / Vergé-Dépré          | 2 – 1 | Plesiutschnig / Schützenhöfer | 15 – 21 | 21 – 18 | 15 – 8 |
| 14 augustus | Plesiutschnig / Schützenhöfer | 2 – 0 | Davidova / Chmil              | 21 – 13 | 21 – 16 |        |
| 14 augustus | Böbner / Vergé-Dépré          | 2 – 0 | Cools / Van den Vonder        | 21 – 13 | 21 – 18 |        |

### Groep H
| # | Ploeg                     | Punten | Wedstrijden | Wedstrijden | Sets | Sets | Sets  | Spelpunten | Spelpunten | Spelpunten |
| # | Ploeg                     | Punten | W           | V           | W    | V    | Ratio | W          | V          | Ratio      |
| - | ------------------------- | ------ | ----------- | ----------- | ---- | ---- | ----- | ---------- | ---------- | ---------- |
| 1 | Paulikienė / Raupelytė    | 6      | 3           | 0           | 6    | 3    | 2,000 | 153        | 151        | 1,013      |
| 2 | Bröring / Van Driel       | 5      | 2           | 1           | 5    | 2    | 2,500 | 138        | 125        | 1,104      |
| 3 | Klinger / Klinger         | 4      | 1           | 2           | 3    | 5    | 0,600 | 154        | 153        | 1,007      |
| 4 | Helland-Hansen / Olimstad | 3      | 0           | 3           | 2    | 6    | 0,333 | 134        | 150        | 0,893      |

| Datum       |                           | Score |                           | Set 1   | Set 2   | Set 3   |
| ----------- | ------------------------- | ----- | ------------------------- | ------- | ------- | ------- |
| 13 augustus | Paulikienė / Raupelytė    | 2 – 1 | Helland-Hansen / Olimstad | 11 – 21 | 21 – 18 | 15 – 13 |
| 13 augustus | Klinger / Klinger         | 0 – 2 | Bröring / Van Driel       | 22 – 24 | 21 – 23 |         |
| 14 augustus | Klinger / Klinger         | 2 – 1 | Helland-Hansen / Olimstad | 20 – 22 | 26 – 24 | 15 – 10 |
| 14 augustus | Paulikienė / Raupelytė    | 2 – 1 | Bröring / Van Driel       | 21 – 15 | 20 – 22 | 15 – 12 |
| 14 augustus | Klinger / Klinger         | 1 – 2 | Paulikienė / Raupelytė    | 16 – 21 | 21 – 14 | 13 – 15 |
| 14 augustus | Helland-Hansen / Olimstad | 0 – 2 | Bröring / Van Driel       | 14 – 21 | 12 – 21 |         |

## Knockoutfase

### Tussenronde
| Datum       | Wedstrijd | Team 1                        | Score | Team 2                 | Set 1   | Set 2   | Set 3  |
| ----------- | --------- | ----------------------------- | ----- | ---------------------- | ------- | ------- | ------ |
| 15 augustus | 1         | Orsi Toth / Bianchi           | 2 – 1 | Schieder / Borger      | 18 – 21 | 21 – 19 | 15 – 9 |
| 15 augustus | 2         | Álvarez / Moreno              | 0 – 2 | Ahtiainen / Lahti      | 19 – 21 | 18 – 21 |        |
| 15 augustus | 3         | Bröring / Van Driel           | 2 – 0 | Konink / Poiesz        | 21 – 18 | 28 – 26 |        |
| 15 augustus | 4         | Dumbauskaitė / Vasiliauskaitė | 0 – 2 | Klinger / Klinger      | 16 – 21 | 17 – 21 |        |
| 15 augustus | 5         | Śliwka / Wachowicz            | 2 – 0 | Dunarová / Mokrá       | 21 – 14 | 34 – 32 |        |
| 15 augustus | 6         | Schneider / Kozuch            | 2 – 0 | Cools / Van den Vonder | 21 – 19 | 21 – 12 |        |
| 15 augustus | 7         | Ludwig / Lippmann             | 2 – 0 | Piersma / Bekhuis      | 21 – 16 | 21 – 19 |        |
| 15 augustus | 8         | Plesiutschnig / Schützenhöfer | 1 – 2 | Stam / Schoon          | 21 – 19 | 12 – 21 | 9 – 15 |

### Eindronde
| Achtste finale | Achtste finale         | Achtste finale | Achtste finale | Achtste finale |  |   | Kwartfinale            | Kwartfinale            | Kwartfinale | Kwartfinale | Kwartfinale |  |  | Halve finale | Halve finale           | Halve finale | Halve finale | Halve finale |  |              | Finale                 | Finale               | Finale       | Finale       | Finale |
|                |                        |                |                |                |  |   |                        |                        |             |             |             |  |  |              |                        |              |              |              |  |              |                        |                      |              |              |        |
| 11             | Vergé-Dépré / Mäder    | 14             | 27             | 15             |  |   |                        |                        |             |             |             |  |  |              |                        |              |              |              |  |              |                        |                      |              |              |        |
| 20             | Orsi Toth / Bianchi    | 21             | 25             | 13             |  |   | 11                     | Vergé-Dépré / Mäder    | 19          | 21          | 10          |  |  |              |                        |              |              |              |  |              |                        |                      |              |              |        |
| 4              | Gottardi / Menegatti   | 21             | 21             |                |  | 4 | Gottardi / Menegatti   | 21                     | 14          | 15          |             |  |  |              |                        |              |              |              |  |              |                        |                      |              |              |        |
| 29             | Ahtiainen / Lathi      | 12             | 8              |                |  |   |                        |                        |             |             |             |  |  | 4            | Gottardi / Menegatti   | 17           | 21           | 20           |  |              |                        |                      |              |              |        |
| 17             | Hermannová / Štochlová | 21             | 21             |                |  |   |                        |                        |             |             |             |  |  | 9            | Paulikienė / Raupelytė | 21           | 19           | 18           |  |              |                        |                      |              |              |        |
| 25             | Bröring / Van Driel    | 19             | 13             |                |  |   | 17                     | Hermannová / Štochlová | 21          | 13          |             |  |  |              |                        |              |              |              |  |              |                        |                      |              |              |        |
| 9              | Paulikienė / Raupelytė | 25             | 21             |                |  | 9 | Paulikienė / Raupelytė | 23                     | 21          |             |             |  |  |              |                        |              |              |              |  |              |                        |                      |              |              |        |
| 8              | Klinger / Klinger      | 23             | 18             |                |  |   |                        |                        |             |             |             |  |  |              |                        |              |              |              |  |              | 4                      | Gottardi / Menegatti | 17           | 18           |        |
| 3              | Graudina / Samoilova   | 21             | 21             |                |  |   |                        |                        |             |             |             |  |  |              |                        |              |              |              |  |              | 5                      | Müller / Tillmann    | 21           | 21           |        |
| 12             | Ludwig / Lippmann      | 12             | 18             |                |  |   | 3                      | Graudina / Samoilova   | 21          | 13          | 13          |  |  |              |                        |              |              |              |  |              |                        |                      |              |              |        |
| 5              | Müller / Tillmann      | 21             | 21             |                |  | 5 | Müller / Tillmann      | 18                     | 21          | 15          |             |  |  |              |                        |              |              |              |  |              |                        |                      |              |              |        |
| 14             | Śliwka / Wachowicz     | 15             | 14             |                |  |   |                        |                        |             |             |             |  |  | 5            | Müller / Tillmann      | 21           | 21           |              |  |              |                        |                      |              |              |        |
| 7              | Böbner / Vergé-Dépré   | 17             | 21             | 15             |  |   |                        |                        |             |             |             |  |  | 7            | Böbner / Vergé-Dépré   | 13           | 16           |              |  |              |                        |                      |              |              |        |
| 15             | Schneider / Kozuch     | 21             | 16             | 9              |  |   | 7                      | Böbner / Vergé-Dépré   | 21          | 21          |             |  |  |              |                        |              |              |              |  | Troostfinale | Troostfinale           | Troostfinale         | Troostfinale | Troostfinale |        |
| 31             | Hladoen / Lazarenko    | 18             | 17             |                |  | 2 | Stam / Schoon          | 19                     | 18          |             |             |  |  |              |                        |              |              |              |  | 9            | Paulikienė / Raupelytė | 20                   | 14           |              |        |
| 2              | Stam / Schoon          | 21             | 21             |                |  |   |                        |                        |             |             |             |  |  |              |                        |              |              |              |  |              | 7                      | Böbner / Vergé-Dépré | 22           | 21           |        |